# Luc Clémentin
Pour les articles homonymes, voir Clémentin.
 (février 2025).
Si vous disposez d'ouvrages ou d'articles de référence ou si vous connaissez des sites web de qualité traitant du thème abordé ici, merci de compléter l'article en donnant les références utiles à sa vérifiabilité et en les liant à la section « Notes et références ».
Luc Clémentin est un comédien et un metteur en scène français. Il dirige la compagnie théâtrale Ultima Chamada dans le répertoire des compagnies théâtrales 
sur la résidence d'Ultima Chamada à Mains d’Œuvres de 2005 à 2008, qu'il a créée en 2002.

## Un théâtre engagé et porté par la musique
Les créations de la compagnie Ultima Chamada se caractérisent par leur orientation vers des sujets contemporains liés à l’actualité politique, économique et sociale.
La mariage du théâtre et de la musique (classique sur Inconnu à cette adresse, jazz sur A Love Supreme, etc.) est l'autre marque de fabrique de la compagnie.

## Parcours d'homme de théâtre
D'abord adjoint au conseiller culturel à la Mission française de coopération de Moroni (Comores) et logisticien pour M.S.F. au Kurdistan irakien, Luc Clémentin fonde sa compagnie théâtrale en 1991 sous le nom de La Cinquième Saison, avec la pièce Pour un oui ou pour un non de Nathalie Sarraute, co-mise en scène avec Elisabeth Chailloux du Théâtre des Quartiers d’Ivry/La Balance.  Le spectacle fait l’objet d’une tournée organisée par l’AFAA (Canada, États-Unis, Hongrie − 1992), puis sera repris en France en 1993.
En 1995, Luc Clémentin organise Le Banquet, festival pluridisciplinaire (théâtre, musique, cinéma, arts plastiques) à Montbard, en Bourgogne. 
Il met en scène en 1998 Le Silence de Nathalie Sarraute, joué à Neuilly-sur-Seine et en tournée.
Luc Clémentin crée Ultima Chamada en 2002 avec la reprise du spectacle Inconnu à cette adresse, d’après le roman épistolaire de Kressmann Taylor, qu’il a adapté et mis en scène pour la première fois en 2001 dans le cadre du festival d’Édimbourg, en version anglaise. Ce spectacle est présenté en version française au festival d'Avignon en 2002, puis part en tournée en France, au Canada, en Italie avant de revenir en France jusqu'en 2010. La pièce sera saluée par la critique française et étrangère.
De 2003 à 2005, Luc Clémentin s’investit au sein des "Plateaux tournants", collectif constitué de 70 compagnies issues du mouvement social d'Avignon 2003. 
En 2004, il coréalise avec Jean-Marc Poirier le documentaire Commerce équitable : un commerce à visage humain.
En septembre 2005, il adapte et met en scène A Love Supreme, d’après la nouvelle d’Emmanuel Dongala consacrée au saxophoniste John Coltrane, au TARMAC de la Villette dans le cadre du Festival Jazz à la Villette. Ce spectacle est repris en 2006 et en 2007 au TARMAC et part en tournée en France et à l’étranger à partir de 2007 et jusqu'en 2010. La reprise en janvier 2010 de "A love supreme" dans Encres noires.
En 2006, Luc Clémentin anime, aux côtés de l’auteur Gustave Akakpo, un atelier d’écriture et de jeu à la Maison d’arrêt de Fresnes.
En 2007, à Confluences, il propose avec l’équipe du lieu la thématique pluridisciplinaire ¡ Le travail c’est la santé !. 
Il présente L’Etourdissement, qu'il a adapté du roman de Joël Egloff (prix du livre Inter 2005) et mis en scène. La pièce retrace le quotidien d'un homme qui travaille dans un abattoir, dans un univers burlesque et décalé.
Il travaille également sur le projet Fauves, pièce qu'il a coécrite avec Yvan Lopez à partir de rencontres avec de nombreux spécialistes de l’industrie pharmaceutique (représentants entre autres de l’OMS et de MSF), des journalistes, et d’un important travail bibliographique. La pièce se déroule au sein de l’industrie pharmaceutique et a pour objectif de rendre perceptible les enjeux financiers et humains de l’accès aux médicaments essentiels. 
En 2010, Luc Clémentin met en scène le triptyque Russiзs au théâtre de Fontainebleau, sur des textes d'Andreï Tarkovski, d'Anna Politkovskaïa et de Vassili Choukchine. Il incarne Tarkovski dans 1986 - Nostalghia, inspiré du journal du grand cinéaste russe au soir de sa vie.
Depuis 2011, il travaille sur les pièces Bug, de Tracy Letts, mise en espace au théâtre de Vanves le 29 avril 2011, et Khamsin, une création qui associera des artistes algériens et français, organisée en collaboration avec le Théâtre National Algérien.
En 2012, à l'approche de l'élection présidentielle, il met en espace D'un retournement l'autre, de l'économiste Frédéric Lordon, une comédie en alexandrins sur la crise financière. La pièce tourne entre 2012 et 2014 à l'espace Confluences, à la Maison des Métallos, au Théâtre Monfort, au théâtre de l'Aquarium, au Plateau 31 (Gentilly) ... Elle est notamment présentée lors du Forum Social Mondial de Tunis en 2013.
En 2013, il présente sa nouvelle création de Pour un oui ou pour un non de Nathalie Sarraute au Nouveau Relax - Scène conventionnée de Chaumont.
En mars 2014, il met en lecture N'appartenir, de l'écrivain et réalisateur franco-mauritanien Karim Miské. Une réflexion autobiographique sur l'identité, le métissage, la société et les miroirs qu'elle nous tend.

## Créations
- 2016 : Cadres noirs de Pierre Lemaitre[1]
- 2013 : Pour un oui ou pour un non de Nathalie Sarraute (nouvelle création)
- 2012 : D'un retournement l'autre, de Frédéric Lordon, comédie en alexandrins sur la crise financière.
- 2010 : Triptyque Russiзs : Le Cinquième, tiré de La Russie selon Poutine, d'Anna Politkovskaïa, 1986 - Nostalghia tiré du Journal (1970-1986) d'Andreï Tarkovski, L'envie de vivre, tiré du recueil de nouvelles Post-sciptum et autres nouvelles de Vassili Choukchine, adaptations de Luc Clémentin
- 2007 : L'Etourdissement, d'après le roman de Joël Egloff, adaptation de Luc Clémentin
- 2006 : A Love Supreme, d'après la nouvelle d'Emmanuel Dongala, adaptation de Luc Clémentin
- 2001 : Inconnu à cette adresse, d'après le roman épistolaire de Kressmann Taylor, adaptation de Luc Clémentin
- 1998 : Le Silence de Nathalie Sarraute
- 1991 : Pour un oui ou pour un non de Nathalie Sarraute